# Ухуань
Ухуа́нь (кит. трад. 烏桓, упр. 乌桓, пиньинь Wū huán) — кочевая протомонгольская народность в Южной Маньчжурии во II в. до н. э. — IV в. н. э. Образовалась из остатков племени дунху, разгромленного хуннским шаньюем Модэ. Вначале платили дань хуннам (сюннам), а после ослабления хуннов добровольно подчинились Китаю. В дальнейшем ухуани часто совершали набеги на китайские земли. Никогда не имели единой централизованной власти. В середине IV в. н. э. были завоёваны сяньбийцами, также протомонгольской народностью. Но сами ухуани как отдельный народ продолжали существовать, и ещё в VII в. упоминались в китайских летописях.

## Происхождение этнонима
По мнению российского тюрколога Кляшторного,  передача в современном китайском языке ухуань тождественна более раннему ahar, что наталкивает на соответствие широко известному позднее этнониму  авары.

## Этнографическое описание

### Хозяйство
Вели кочевой образ жизни, перемещаясь по своей земле со стадами скота. Любили охоту на которой поражали добычу из лука, сидя на коне. Мужчины мастерили луки, стрелы, сёдла и узды. Иногда сеяли просо и дунцян (вид проса).

### Жилища
Жили в круглых юртах, обращённых входом на восток.

### Питание
Основная пища — мясо, полученное от выращенного скота или на охоте. Из напитков предпочитали кумыс.

### Одежда
Одежду носили разноцветную, сделанную из шерсти. Головы часто брили. Богатые женщины отращивали длинные волосы и разделив на две косы надевали сверху накладку из золота или изумрудного нефрита. Делали шёлковую вышивку на коже.

### Склад характера и обычаи
Среди племен часто вспыхивали кровавые ссоры. Существовал культ уважения к матери, отцу и братьям, братьям запрещалось мстить друг другу. Из наиболее уважаемых членов своего общества выбирали старейшин, власть по наследству не передавали. От 100 до 1000 юрт формировали аймак со старейшиной во главе. Фамилий не имели, но имя старейшины становилось прозванием для членов аймака. Выделяли четыре времени года. Войну считали важнейшим занятием. Неподчинение старейшине каралось смертью. Селения воровали друг у друга скот и не считали это преступлением. От наказания за убийство можно было откупиться лошадьми и овцами. Изгнанников отправляли в пустыню Гоби.
Если ухуани желали сочетаться браком, то жених приглашал невесту жить к себе в юрту на 3-6 месяцев. Если они понравились друг другу, то жених переселялся в дом родителей невесты и дарил брачные дары. Там жених работал на семью невесты год или два и после этого получал от родителей приданое и жену. Ухуань обязан был взять в жёны всех жён своего отца (кроме матери), если он умрёт. Женщины полностью распоряжались в домашнем хозяйстве.
Покойников клали в гроб и оплакивали его, но гроб несли с песнями и плясками. Гроб сжигали вместе с вещами покойного, его собакой и конём. Воротами загробного мира считали гору Чишань (местоположение неизвестно).
Поклонялись духам, приносили в жертву быков и баранов. Почитали небо, землю, солнце, луну и умерших богатырей.
При приветствии приседали.

## История
С тех пор как шаньюй Модэ разгромил ухуаней, они попали в зависимость от хунну. Он наложил на них ясак, который они платили шкурами быков и лошадей; у неплательщика хунны забирали в рабство жену и детей. Усилиями генералов императора У-ди хунну было ослаблены, и часть ухуаней была переселена в области Шангу, Юйян, Юбэйпьхин и в Ляодун. Ухуаньских старейшин обязали ежегодно являться ко двору, была учреждена хорошо оплачиваемая должность ухуаньского пристава; он, кроме прочего, был обязан не допускать хунно-ухуаньских отношений. В 76 году до н. э. ухуани усилились и осмелились разграбить курганы хуннских шаньюев. В отместку хунны разбили ухуаньцев. Китай решил вмешаться и пристав Фань Иню выступил из Ляодуна с 20 000 конницы; не догнав хунну, он изрубил 6 000 ухуаней — якобы за измену. Ответный набег ухуаней был отбит. В царствование Хань Сюань-ди ухуани вступили в китайское подданство.
Ван Ман для войны с хунну создавал корпуса из динлинов и ухуаней под командованием дунъюнцзяна Янь Ю, при этом семьи воинов брались в заложники. Видя, что война не удаётся, ухуани стали разбегаться и грабить местное население; тогда семьи ухуаней были казнены.
В царствование Гуан У-ди ухуани, соединившись с хунну, напали на Дайгюнь и другие области. Китай довольно сильно пострадал от набегов ухуаней. В 45 году н. э. генерал Ма Хуань вышел из Вуюаньгуань с 3 000 конницы и напал на ухуаней. Ухуани потеряли 100 человек и отступили. Ма Хуань тоже отступил, но ухуани стали преследовать его и перестреляли большую часть лошадей в войске.
В 46-49 ухуани стали нападать на земли ослабевших хунну и грабить их. В 49 ухуаньский старейшина Хэдань, польстясь на подарки, явился с 922 человеками ко двору. Он привёз дань: рабов, волов, лошадей, тигровые и леопардовые шкуры, соболей. 81 ухуаньских старейшин пожелали жить и служить в Китае. Ухуаней сделали пограничниками. Министр Янь Баньбяо составил доклад императору относительно вступления ухуаней в подданство; он писал, что легкомысленным ухуаням нужен пристав (чиновник по надзору за варварами-федератами). Император учредил пристава ухуаней со штабом в Нинчен; там учредили канцелярию и отдел по надзору за торговлей с сяньбийцами и ухуанями.
В 109 году в Юйяне ухуаньцы восстали и вместе с хуннами напали на области Дайгюнь и Шаньгу. Осенью в Яймыне князь ухуаней Ухэ, соединясь с сяньбийским Кюлунем и хуннским Гудухэу, напал на Вуюань с 7 000 воинов. В долине Гаокюйгу китайское войско было разбито. Император приказал чеки гянгюню Хэ Си и приставу Лян Цзиню разбить ухуаней. Ухэ был разбит и попросился в подданство.
В 140 ухуаньский старейшина Яцзянь Цянцюй и хуннский старейшина Гоулун-Усы подняли восстание; пристав Чжан Гэнь разбил и казнил их.
В 155—158 ухуани Сючжоту бунтовали в Шофане; пристав Чжан Хуань усмирил их. В 166 Чжан Хуань снова отразил ухуаней. В 168 Наньлу в Шангу с 9 000 юрт и Цюлицзюй в Ляоси с 5 000 юрт, Супуянь в Ляодуне с 1 000 юрт, Уянь с 800 юрт — все эти старейшины — объявили себя князьями ухуаней. В 187 взбунтовался Чжан Шунь и, уйдя к Цюлицзюю, провозгласил себя Митянь-аньдин-ваном, то есть верховным правителем ухуаней; он ограбил Цинчжоу, Сюйчжоу, Ючжоу, Цзичжоу. В 188 Лю Юй — новый губернатор Ючжоу — убил Чжан Шуня, подкупив его приближённых. Где-то между 190 и 193 на смену умершему Цюлицзюю пришёл Тадунь, он стал командовать ухуанями и контролировал 3 области.
В 195 Юань Шао договорился о мире и родстве с Тадунем. Юань Шао пожаловал Тадуню, Наньлу, Супуяню печати шаньюев. На совете они провозгласили шаньюем Лэубаня, сына Кюлигюя, но власть была в руках Тадуня. Ухуани убили своего пристава На Цзюя, и на его место был поставлен китаец Янь Жоу. Юань Шао, нуждавшийся в мире на северной границе, не стал протестовать. Юань Шан (сын Шао) бежал к Тадуню со 100 000 народа из Ючжоу и Цзичжоу. Янь Жоу решил покориться Цао Цао и поклялся ему в верности; Цао Цао разрешил ему и дальше быть приставом ухуаней.
В 206 Цао Цао разбил Тадуня; погибло и было пленено 200 000 ухуаней. Гунсунь Кхан — правитель Ляодуна — казнил Юань Шана, Лэубаня и Уяна, бежавших к нему. Осталось 10 000 семейств ухуаней, которых Цао Цао поселил в Китае, где они растворились среди местного населения.

## Хронология
- 209 до н. э. Хуннский шаньюй Модэ (Маодунь) разбил племя дунху. Остатки дунху поселились у гор Ухуань, положив начало племени ухуань. Платят дань хуннам.
- 119 до н. э. г.д. Хо Цюйбин (китайский генерал) разбил хуннов в их левых землях, после чего ухуани были переселены за укреплённую линию пяти округов (Шангу, Юйян, Юбэйпин, Ляодун и Ляоси). Был назначен надзирающий за ухуанями полковник.[2]
- 86 до н. э.—73 до н. э. г.д. Ухуани постепенно усилились и, пользуясь этим, раскопали могилу сюннуского шаньюя. Хунны за это напали на них и разбили. Посланный на помощь ухуаням Фань Минъю, уже не застав хуннов, сам напал на ухуаней, разбил их, порубил более 6 тысяч человек и обезглавил трёх ухуаньских князей.[3]
- 73 до н. э.—48 до н. э. г.д. Ухуани стали охранять укреплённую линию, сдавшись и подчинившись династии Хань.
- 4 г.н. Китайский пристав запретил ухуаням давать дань хуннам. Хуннский посол, получив отказ ухуаней платить дань, повесил за ноги ухуаньского старейшину. Ухуани убили хуннского вождя. Хунны напали на ухуаней, уведя много пленных.[4]
- 11-15 Ван Ман (китайский узурпатор), собирая армию против хуннов, насильно призвал ухуаней в поход, взяв их семьи в заложники. Ухуани взбунтовались, заложники были убиты, а сами ухуани подчинились хуннам.
- 25-44 Ухуани, объединив свои войска с сюннускими, совершали грабительские набеги. Особенно сильными и богатыми были ухуани, жившие за укреплённой линией округа Шангу.
- 45 Китайский военачальник попытался неожиданно напасть на ухуаней во главе 3.000 воинов. Ухуани успели отойти, поле чего напали на арьергард уходящей китайской армии.
- 46 Ухуани, воспользовавшись междоусобицей хуннов (спор наследников престола), нанесли им ряд поражений, заставив откочевать на север. Китайский император послал ухуаням подарки для привлечения их на свою сторону.
- 49 Хэдань (старейшина ухуаней в округе Ляоси) и 922 других старейшин изъявили покорность и со своим народом прибыли ко двору для представления дани: поднесли рабов, рабынь, крупный рогатый скот, лошадей, луки, шкуры тигров, леопардов и соболей. В округе Шангу (север современной провинции Хэбэй) учреждено военное управление, на ухуаней возложена разведка и помощь в обороне от сянбийцев и хуннов.
- 58 − 107 Ухуани жили у укреплённой линии, и там не возникало осложнений.
- 109 Летом ухуани в союзе с хунцами (1.000 человек) совершили набег на округа Дайцзюнь и Шангу. Осенью Ухэ (старейшина ухуаней в округе Яньмынь) в союзе с частью сянбийцев и южных хуннов (7.000 всадников) совершили набег на округ Уюань. Были разбиты высланными против них войсками. В дальнейшем ухуани постепенно снова сблизились с династией Хань и подчинились ей, за что их старейшине Жунчжухуэю был пожалован титул цинь-хань дувэя («сблизившийся с Хань главный воевода»).
- 135 Зимой ухуани совершили набег на округ Юньчжун.
- 140 Ухуаньские старейшины Ацзянь и Цянцюй вместе с Гоулун Усы, князем левого южносюннуского кочевья, подняли восстание, но были разбиты. Ацзянь и Цянцюй обезглавлены.
- 155—157 В эру правления Юн-шоу ухуани в округе Шофан вместе с сючуским кочевьем чугэ подняли мятеж. Разбиты.
- 166 Ухуани в союзе с сянбийцами и южными хуннами совершили набег на приграничные земли, что вызвало также в 9 округах восстание «варваров», которые ушли за границу.
- 168—186 (В начале правления императора Лин-ди)Старейшины Наньлоу (10.000 юрт), Цюлицзюй (5,000 юрт), Супуянь (1.000 юрт), Уянь (800 юрт) сами объявили себя ванами.
- 187 Мятеж Чжан Шуня. Супуянь (Цяо-ван) помог его усмирить.
- 190—193 Тадунь (племянник Цюлицзюя), обладавший военными способностями, стал распоряжаться ухуанями в трёх округах.
- 193—202 Тадунь помог Юань Шао в междоусобной войне. Тадуню, Наньлоу, Супуяню и Уяню пожалован титул «шаньюй».
- 202-206 Наньлоу и Супуянь во главе своих кочевий объявили Лоубаня (сын Цюлицзюя) шаньюем, а Тадуня ваном, однако Тадунь по-прежнему занимался разработкой планов. Юань Шан (сын Юань Шао), потерпев поражение, бежал к ухуаням, желая использовать их для достижения своих целей.
- 207 Цао Цао, выступивший в карательный поход против ухуаней, разбил Тадуня под Лючэном, обезглавил его и захватил в плен свыше 200 тыс. человек. Юань Шан, Лоубань, Уянь и другие бежали в округ Ляодун, где начальник округа Гунсунь Кан обезглавил их, а головы отправил Цао Цао. Оставшиеся свыше 10 тыс. юрт были переселены на жительство в Срединное государство.